# Myōkō
Myōkō (japanska: 妙高市?, Myōkō-shi) är en stad i Niigata prefektur i Japan. Staden fick stadsrättigheter 1954 med namnet Arai.
2005 bytte staden namn till det nuvarande namnet i samband med att kommunerna Myōkōkōgen och Myōkō inkorporerades.